# الحزب الاشتراكي الثوري الصومالي
الحزب الاشتراكي الثوري الصومالي ((بالصومالية: Xisbiga Hantiwadaagga Kacaanka Soomaaliyeed)‏، XHKS) كان الحزب السياسي الحاكم في الصومال بين عامي 1976 و1991. وكان حزباً ذو توجه ماركسي لينيني لكنه كان يشمل تعاليم إسلامية وقومية صومالية. بلغ عدد أعضاءه كأقصى حد حوالي 20,000. وبعد سقوط نظام سياد بري اختفى الحزب عن الساحة السياسية.

## روابط خارجية
- الموسوعة البريطانية